# مات موراي (لاعب كرة قاعدة)
مات موراي (بالإنجليزية: Matt Murray) هو لاعب كرة قاعدة أمريكي، ولد في 26 سبتمبر 1970 في بوسطن في الولايات المتحدة.

## وصلات خارجية
- مات موراي على موقعبيزبول رفرنس.كوم (الدوري الرئيسي) (الإنجليزية)
- مات موراي على موقعبيزبول رفرنس.كوم (الدوري الثانوي) (الإنجليزية)